# Suchopol
Suchopol (biał. Сухопаль, Suchopal; ros. Сухополь, Suchopol) – agromiasteczko na Białorusi, w obwodzie brzeskim, w rejonie prużańskim, w sielsowiecie Suchopol.
Znajduje się tu parafialna cerkiew prawosławna pw. Podwyższenia Krzyża Pańskiego.
Wieś Suchopole  leśnictwa białowieskiego w ekonomii grodzieńskiej w drugiej połowie XVII wieku.
W latach 1921–1939 miejscowość należała do gminy Suchopol.
Według Powszechnego Spisu Ludności z 1921 roku wieś zamieszkiwało 185 osób, wśród których 7 było wyznania rzymskokatolickiego, 132 prawosławnego a 46 mojżeszowego. Jednocześnie 7 mieszkańców zadeklarowało polską przynależność narodową, 126 białoruską,  46 żydowską a 6 inną. We wsi było 36 budynków mieszkalnych.